# Кръстю Кръстев (министър)
Вижте пояснителната страница за други личности с името Кръстю Кръстев.
Кръстю Цончев Кръстев е български актьор и театрален директор, министър на културата в правителството на Николай Денков.

## Биография
Крюстю Кръстев роден на 25 ноември 1956 година в Пазарджик.
През 1983 година завършва НАТФИЗ „Кръстьо Сарафов“. Работил е в Куклен театър - Пазарджик, както и в Родопския драматичен театър „Николай Хайтов“ в Смолян. През 1998 година става директор и главен художествен ръководител на Родопския драматичен театър.
От 2010 година Кръстю Кръстев е директор на Драматичен театър – Пловдив. В периода, в който е директор на Пловдивския драматичен театър, са реализирани много и мащабни театрални постановки. Кръстев работи заедно с драматурга Александър Секулов. През 2022 година Кръстю Кръстев получава специалната награда „Пловдив“ за изключителен принос.
От 6 юни 2023 до 9 април 2024 е министър на културата в правителството Денков.